# Wimmeria mexicana
Wimmeria mexicana là một loài thực vật có hoa trong họ Dây gối. Loài này được (DC.) Lundell miêu tả khoa học đầu tiên năm 1940.